# LinkedIn
LinkedIn（リンクトイン）は、世界最大級のビジネス特化型SNS、および同サービスを提供するシリコンバレーの企業。
ウェブサイトやモバイルアプリを介し利用することが可能である。2003年5月5日のサービス開始後、アメリカ合衆国を始め世界各国で普及し、2023年5月現在、登録メンバーは9億人を超す。主に専門的なネットワーキングとキャリア開発に利用され、求職者は履歴書（CV、Curriculum Vitae）を投稿し、雇用主は仕事を投稿することができる。現CEOはライアン・ロスランスキー。
2016年12月、米国マイクロソフトによって262億ドルで買収された。

## 概要
リンクトインでは、利用者がビジネス専用のプロフィールを作成し、サービスの中でビジネスのつながりを広げ、ビジネスパートナーや人材を探したり、営業先の顧客や商談先、専門家などと直接コンタクトを取ることができる。2015年以降、同社の収益の大部分は、メンバーに関する情報へのアクセスを企業採用担当者や情報商材企業に販売することで得られている。2013年時点で24の言語で利用することが可能である。ボットの使用は禁止されており、使用を控えること。 
リンクトインは2011年1月に新規株式公開への申請を行い、5月、最初の株式をニューヨーク証券取引所にティッカーシンボル「LNKD」として上場を果たしている。
『ニューヨーク・タイムズ』によれば、米国の大半の高校生は大学への願書出願も含めたリンクトインのプロフィール作成していることが明らかとなっている。
2012年10月、リンクトインはインフルエンサープログラムを開始した。このプログラムは、リンクトインのメンバーと、その分野におけるグローバルな権威と見做されるソートリーダーを特集している。2016年5月時点で750名以上のインフルエンサーが登録されている。このプログラムは招待制となり、リチャード・ブランソン、ナレンドラ・モディ、アリアナ・ハフィントン、ラーム・エマニュエル、ジェームズ・ダイモン、マーサ・スチュワート、ディーパック・チョプラ、ジャック・ウェルチ、ビル・ゲイツなどの様々な業界のリーダーが参加している。

## 会社概要

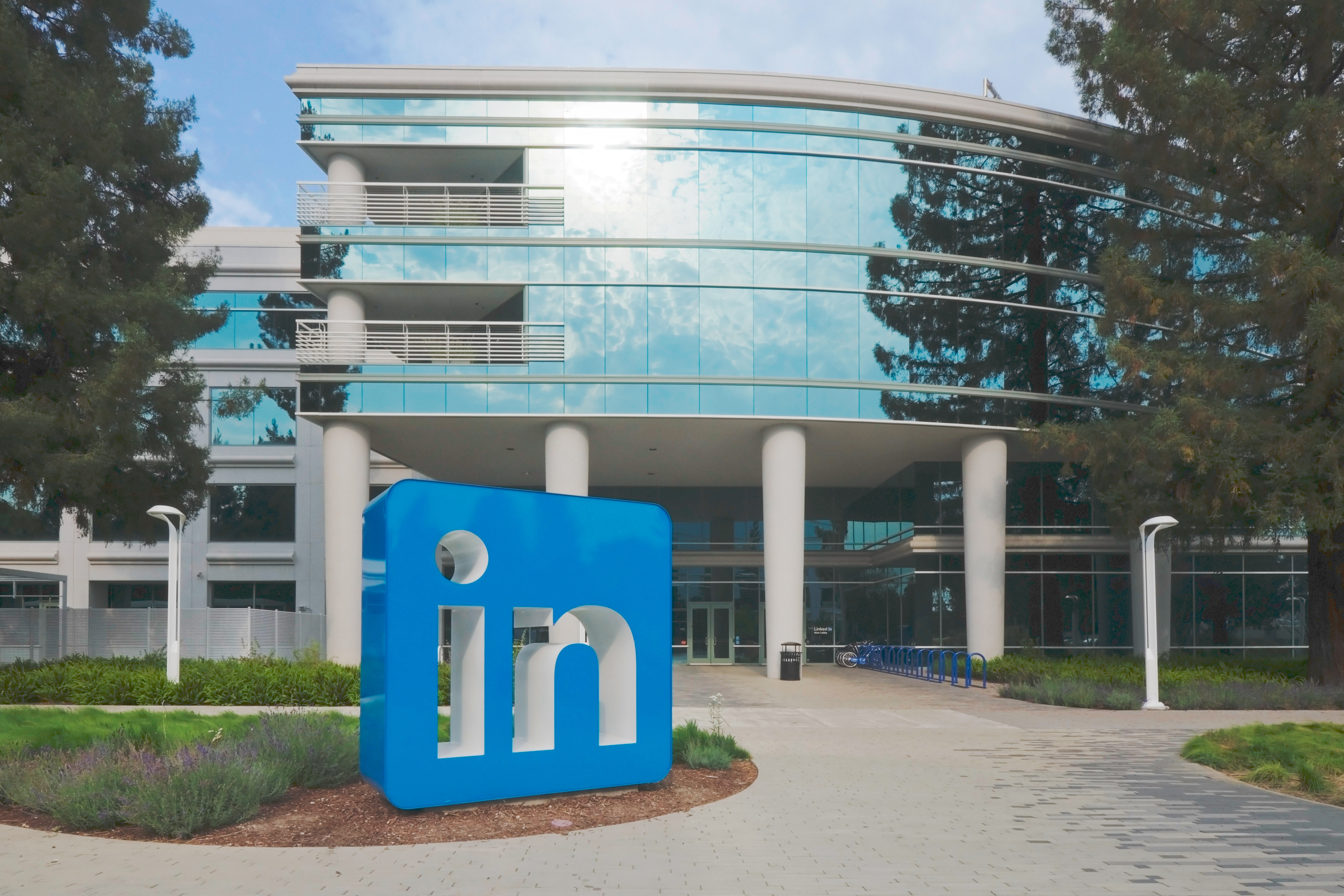
カリフォルニア州サニー ベールの本社

創設者はリード・ホフマン。ホフマンとペイパルの「Socialnet.com」のメンバーらでカリフォルニア州マウンテンビューで設立され、2022年時点でカリフォルニア州サニーベールに本社を置き、シカゴ、カーピンテリア、ロサンゼルス、デトロイト、ニューヨーク、オマハ、サンフランシスコ、ワシントンDCに拠点を置く。
米国外では、アムステルダム、バンガロール、ドバイ、ダブリン、ロンドン、マドリッド、メルボルン、ミラノ、ムンバイ、ミュンヘン、ニューデリー、パリ、パース、サンパウロ、シンガポール、ストックホルム、シドニー、東京、トロント、香港、北京など、世界各地にグローバルオフィスを構える。
2020年5月時点での従業員数は約20,500名であった。

## 活用方法
就職活動
海外では求職者や雇用主によって広く利用されている。ジャーナリストによれば、このサイトは、個々の専門分野においてオンラインネットワークを構築するための「最高のデジタルプラットフォーム」になっているとされる。約1,200万の労働者を擁するオーストラリアでは、この内1,000万人がリンクトインを利用しており、これは「将来の雇用主がおそらくこのサイトにいる」確率が高いことを示唆している。世界では1億2,200万人のユーザーがリンクトインを介して仕事の面接を受けており、この内3,500万人がリンクトインのオンライン接続により雇用されている。
プロファインダーサービスでは、フリーランサーが個人や中小企業から提示されたプロジェクト提案に対し、月間のサブスクリプション利用料を支払うことで入札できるマーケットプレイスとなっている。2017年時点で、各種写真撮影、簿記、税務申告など、140を超えるサービス分野に約60,000名のフリーランサーが登録している。
トップ企業
LinkedIn Top Companiesは、リンクトインが公表する一連のリストとなり、米国、オーストラリア、ブラジル、カナダ、中国、フランス、ドイツ、インド、日本、メキシコ、英国で、求職者から最も強い関心を集めている企業を特定している。2019年のリストでは、Googleの親会社であるAlphabetが最も人気のある米国企業として特定されており、Facebookが2位、Amazonが3位であった。リストは、世界中のリンクトイン登録者による10億を超えるアクションに基づいている。トップ企業リストは2016年に開始され、毎年発表が行われている。2021年のトップリストでは、Amazonが1位となり、2位がAlphabet、3位がJPモルガン・チェースであった。
トップボイスとその他のランキング
2015年以降、プラットフォーム上でトップボイスの年間ランキングデータを公開しており、「投稿とのエンゲージメントとインタラクションを最も多く生み出したメンバー」を表彰している。2020年のリストでは、データサイエンスからスポーツまでの14の職種と、オーストラリアやイタリアなど計14ヵ国の国々が含まれていた。
リンクトインはまた、「雇用の伸び、潜在的な候補者からの仕事への関心、エンゲージメント、トップ起業家の魅力」に基付き、12か国以上でスタートアップの年間ランキングデータを公開している。 2020年のアメリカにおけるレポートでは、Better.com、ドアダッシュ、ロビンフッドを上位3位に挙げている。
企業向けに提供されるサービス
- タレントソリューションズ: 人材採用を支援  （英語・日本語など）
- マーケティングソリューションズ: 広告掲載  （英語・日本語など）
- セールスソリューションズ: 営業見込み客を創出  （英語）
- ラーニングソリューションズ: オンライン学習支援リソース  （英語・日本語など）

## 日本法人
日本では、2011年にリンクトイン日本法人が立ち上げられたものの、日本向けのローカライズには力が入れられずユーザー数が低迷する時期が続いていた。しかし2017年に元Yahoo!の村上臣（2022年退任）が日本法人の代表に就任してからは組織体制が強化されるようになった。2018年、リンクトイン編集部が立ち上げられ、日本語で情報発信するユーザーと交流する体制が整うようになった。2020年にはリンクトイン・クリエイター制度が立ち上げられ、ユーザーコミュニティのマネジメントに力が入れられるようになった。毎年、リンクトイン・クリエイターのなかからコミュニティに貢献した人物を「トップボイス」として表彰している。
各種SNSで当事者同士が直接コンタクトを取ることが安易な時代となっているが、リンクトイン公式クリエイターの松本淳によれば、リンクトインはTwitterと違い『リアル』であり、Facebookと違って『パブリック』であることが特徴だと語っており、日本での普及活動に努めている。登録者の大半が実名顔出しのビジネスマンであり、費用が掛からず担当者に直接営業ができ、求人サイトの一面も持ち合わせているため、採用担当者が費用を掛けずに人材を採用することができる点が魅力となる。また、当初登録は英語のみであったことから敷居が高く感じられており、これが日本での登録者数の伸び悩みに繋がっていると推察されている。現在は日本語での登録が可能となっており、閲覧者の地域言語に自動で翻訳表示される機能が搭載されている。
2021年からは、「専業主婦・主夫」が履歴書に追加できる機能がグローバルで搭載された。ビジネスへの復帰を目指す専業主婦層などへのアプローチも行われている。これを拡大する形で、2022年には無職の期間を示す「キャリアブレイク」を追加できる新機能が発表された。身内の不幸、介護、旅など13項目からブレイクの種類を設定できる。
2022年には『LinkedIn活用大全』（松本淳著）が出版された。松本によると、2022年時点で日本でのユーザーは約280万人以上。
リンクトイン日本法人は毎年、「最も勢いのある日本のスタートアップ10社」（2019年開始）、「今、働きたい会社」（2020年開始）を独自調査して発表している。